# 梶屋敷站
梶屋敷站（日语：／ Kajiyashiki eki */?）是位於日本新潟縣糸魚川市的鐵路車站。現時由越後心跳鐵道（朱鷺鐵）所使用及管理，1970年起已為無人站。
由糸魚川站方向前來，在到站前約1公里，電網由20000V交流電變更為1500V直流電，但現時因越後心跳鐵道採用氣動車行走，供電網的轉變對列車行駛並沒有影響。JR貨物則仍使用交直流兩用電力機車牽引貨物列車。

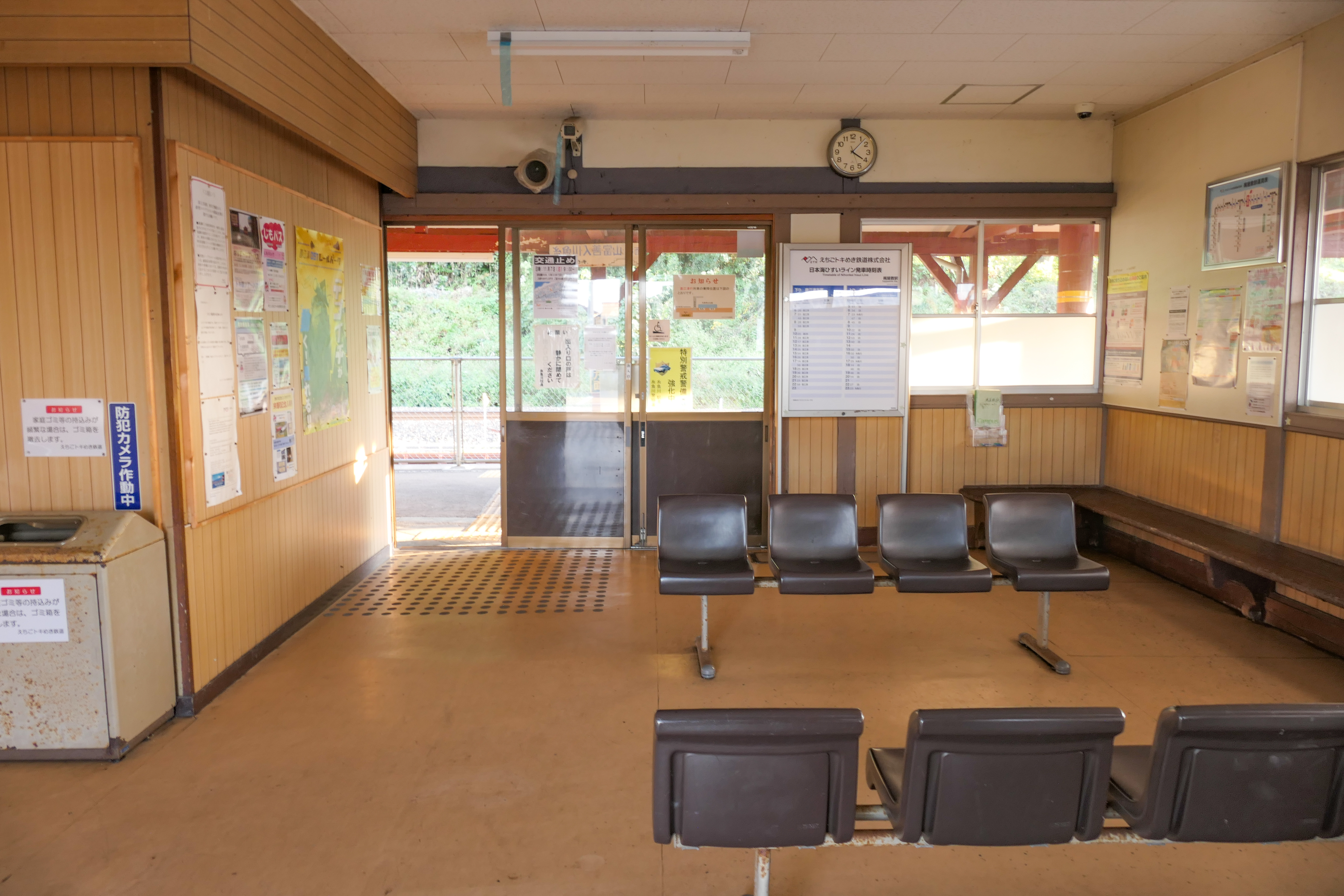
車站內部(2021年10月)

## 車站結構
本站為木製站房，其外貌與規格跟同線內的市振站都十分相近。正門掛有以書法字所寫的站牌「梶屋敷驛」（採用古字寫法）左側為已棄用的站務員留宿處，右側為候車大堂，備有多張座椅，中央部份為開放式閘口，旁邊同樣設有與浦本站相同，現時亦已停用的站務室及驗票窗口，約佔整個候車大堂約1/6的面積，通過閘口可到達側式月台，右轉亦可沿有蓋行人天橋前往島式月台。
本站設有非對稱側式月台及島式月台各1個，原提供2面3線配置，不過島式月台內側的原2號月台已經停用，月台邊沿建有圍欄封閉；而向糸魚川站方向超過半段路軌也已被撤去，只餘下往浦本站方向約3輛長度的路軌及轉轍器獲得保留，以作為緊急停車之用，現時只提供2線2面的服務，有效長度為10輛。並以有蓋行人天橋連接。月台並不採用編號，指示牌只標示行車方向及目的地。

### 月台配置
| 月台           | 路線          | 方向 | 目的地         |
| -------------- | ------------- | ---- | -------------- |
| 站舍側（側式） | ■日本海翡翠線 | 下行 | 直江津方向     |
| 對側（島式）   | ■日本海翡翠線 | 上行 | 糸魚川、泊方向 |

## 歷史
- 1912年12月16日：日本國有鐵道信越線糸魚川站～名立站間延伸時開業。
- 1913年4月1日：隨路線由名立伸延至直江津，並改編入北陸本線。
- 1969年10月1日：貨物提取服務取消。
- 1970年4月13日：手提行理提取服務取消，同時無人化。
- 1987年4月1日：國鐵分割民營化，成為西日本旅客鐵道（JR西日本）車站。
- 2014年12月14日：糸魚川站～能生站間發生停電事故，令北陸本線一度無法通行[3]，其中上行的「白鷹」18號剛駛至本站，乘客獲安排接駁至鄰站糸魚川站繼續行程[4]。
- 2015年3月14日：北陸新幹線開業，改交由越後心跳鐵道接管。

## 利用人數
| 乗車人員推算 | 乗車人員推算 | 乗車人員推算 |
| 年度         | 1日平均人數  | 出處         |
| ------------ | ------------ | ------------ |
| 2004         | 120          | [ 統計 1 ]   |
| 2005         | 119          | [ 統計 1 ]   |
| 2006         | 106          | [ 統計 1 ]   |
| 2007         | 107          | [ 統計 1 ]   |
| 2008         | 106          | [ 統計 1 ]   |
| 2009         | 109          | [ 統計 1 ]   |
| 2010         | 95           | [ 統計 1 ]   |
| 2011         | 77           | [ 統計 1 ]   |
| 2012         | 70           | [ 統計 1 ]   |
| 2013         | 76           | [ 統計 1 ]   |
| 2014         | 54           |              |
| 2015         | 55           | [ 統計 2 ]   |
| 2016         | 51           | [ 統計 3 ]   |
| 2017         | 49           | [ 統計 4 ]   |
| 2018         | 45           | [ 統計 5 ]   |
| 2019         | 46           | [ 統計 6 ]   |
| 2020         | 49           | [ 統計 7 ]   |
| 2021         | 44           | [ 統計 8 ]   |
| 2022         | 42           | [ 統計 9 ]   |
| 2023         | 37           | [ 統計 10 ]  |

## 相鄰車站
越後心跳鐵道
■日本海翡翠線
■快速
通過
■普通
越後押上翡翠海岸－梶屋敷－浦本

### 統計資料
1. ↑  統計いといがわ 第10章 運輸・通信（2014年版） （页面存档备份，存于）（日語）
2. ↑  . えちごトキめき鉄道.   [2020-07-17]. （原始内容存档于2016-07-06） （日语）.
3. ↑  . えちごトキめき鉄道.   [2020-07-17]. （原始内容存档于2017-11-13） （日语）.
4. ↑  . えちごトキめき鉄道.   [2020-07-17]. （原始内容存档于2019-03-31） （日语）.
5. ↑  . えちごトキめき鉄道.   [2020-07-17]. （原始内容存档于2019-07-16） （日语）.
6. ↑  . えちごトキめき鉄道.   [2020-07-17]. （原始内容存档于2020-07-17） （日语）.
7. ↑  . えちごトキめき鉄道.   [2021-07-03]. （原始内容存档于2021-07-03） （日语）.
8. ↑  . えちごトキめき鉄道.   [2022-08-08]. （原始内容存档于2022-08-08） （日语）.
9. ↑  . えちごトキめき鉄道.   [2024-04-28]. （原始内容存档于2024-01-25）.
10. ↑  . えちごトキめき鉄道.   [2024-07-28]. （原始内容存档于2024-07-28）.

## 外部連結
- 越後心動鐵路 梶屋敷站 （页面存档备份，存于）